# Slössbäcken
Slössbäcken eller Slösbäcken är ett vattendrag i Umeå kommun som kommer från ett skogs- och myrområde söder om Bjännsjön. Slössbäcken är det största biflödet till Åhedån, i vilken den mynnar (från vänster) vid Stugunäs. 
Vattendragets totala längd är ca 7 km och dess avrinningsområde ca 12 km², varav ca 1% sjöar (Hamptjärnen och Brunnsjön).
Lillgodbergets naturreservat ligger inom avrinningsområdet.
Vid Slössbäcken anlades 1826 nybygget Slössbäck av Böle byamän. År 1865 föddes här en häst, kor och några får. Gården blev tidigt öde, men en byggnad finns kvar och åkrarna brukas fortfarande.